# Tommaso Guarducci
Tommaso Guarducci (Montefiascone (Viterbo), 1728 – Idem. 10 de gener, 1803), va ser un cantant castrat italià. Va ser un dels castrati italians més reconeguts del segle XVIII i va ser especialment apreciat «per la dolçor del seu timbre vocal i el refinament del seu estil». El tenor irlandès Michael Kelly, que el va conèixer en la fase de declivi de la seva carrera, el va definir com «el primer cantant cantabile del seu temps».

## Biografia
Tommaso Guarducci va néixer a Montefiascone, però es va apropar al món de la música a Bolonya, quan era estudiant de soprano amb Antonio Bernacchi. El 1743 va debutar com a castrat durant el carnaval d'Urbino, interpretant a Dorinda, del pasticcio Flora. Va rebre una aclamació immediata, tant que l'any següent va ser convidat per la Congregació de Santa Cecília com a cantant soprano a Santa Maria Maggiore, donant lloc a una col·laboració que probablement va estar activa fins al 1749.

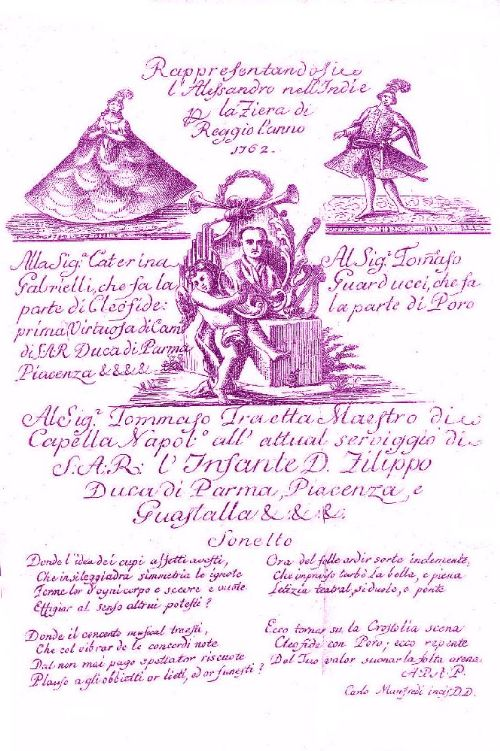
Un sonet il·lustrat que celebra Alexandre a les Índies de Tommaso Traetta que representa, en el sentit de les agulles del rellotge des de dalt a l'esquerra, Caterina Gabrielli, Guarducci i Traetta

El 1750 va ser convidat per Farinelli a Madrid, gravitant a la cort de Ferran VI, però ja quatre anys més tard Davide Pérez el va cridar a Lisboa per al paper principal de la seva òpera Artaxerxes. El 1755 va ser un dels intèrprets de l'estrena mundial de L'innocenza giustificata de Gluck (interpretant el paper de Flavio), celebrada al Burgtheater de Viena. Després d'aquest èxit europeu, Guarducci va tornar a Itàlia, actuant el 1757 a Milà (a lArtaserse de Quirino Gasparini i a lEzio de Baldassarre Galuppi, ambdues al Teatro Regio Ducale), a Florència (a la Nitteti de Johann Adolf Hasse al Teatro della Pergola) i a Reggio Emilia el 1758. No obstant això, les seves actuacions al teatre San Carlo de Nàpols, on s'havia establert com a artista des de l'estiu de 1758 fins a l'hivern de 1762, no van tenir una bona acollida. Aquell mateix any marxà cap a Anglaterra, sense tanmateix recuperar el beneplàcit, i així tornà a la seva terra natal, cantant a Pisa i Parma.

El 1765 va tornar a ser protagonista com a protagonista al Teatre Argentina de Roma, interpretant Eumene d'Antonio Sacchini i Il Fornace de Pietro Alessandro Guglielmi. L'any següent tornà a fer la seva aparició en un carnaval, participant en la representació musical de Sesostri re d'Egitto a Palerm. Les temporades de teatre de 1767 i 1768 van registrar un triomf anglès per a Guarducci, que va actuar al King's Theatre en algunes obres, com araCarattaco de Johann Christian Bach, La conquista del Messico de Mattia Vento i Ifigenia in Aulide de Guglielmi. Durant aquest període es va fer amistat amb el musicòleg Charles Burney, qui va dir que Guarducci havia rebut un honorari de 600 lliures per la interpretació de només dotze oratoris, una suma sense precedents per a l'època. A més, el va descriure afirmant: 
| « | "Maldestre de figura i alt, sense vida com a actor, mancat de gràcia i lent en el moviment; però malgrat aquests defectes era un home d'alta probitat i molt estimable, mostrant un alt grau de precisió mai escoltat. abans. La veu de Guarducci, molt inferior a la de Manzuoli, era clara, dolça i suau. Aviat va comprendre que un cantant no podia guanyar-se l'aprovació dels anglesos amb trucs o una actuació instrumental". | » |

El 1769 el cantant es va instal·lar definitivament a la seva ciutat natal, on va fer construir una casa sumptuosa amb vistes al llac de Bolsena. Estava «al servei de cambra de S.A.R. el Gran Duc de Toscana" i als anys setanta va participar en algunes obres dramàtiques per al Teatre Argentina de Roma (com Il Cidde de Sacchini, la Didone abandonada per Niccolò Piccinni i la Siroe de Carlo Franchi) i el Teatro del Falcone de Gènova (per exemple La clemenza di Tito de Pasquale Anfossi), alternant-les amb música sacra.[3] Burney, que el va anar a visitar el 18 de setembre de 1770, va dir: «A Montefiascone vaig anar a visitar el senyor Guarducci a la seva casa nova, molt elegant, que els italians anomenen palazzo, i que està moblada a l'estil anglès amb gran gust. El cantant sabia del meu viatge i dels objectius que perseguia […] Va acceptar amablement interpretar-me una peça composta per Sacchini, que va cantar divinament. Em sembla que la seva veu és més potent que quan cantava a Anglaterra, mentre que el seu gust i expressió s'han refinat moltíssim. Com a intèrpret és molt sobri i afegeix poques notes a les melodies; aquests pocs, però, s'escullen tan bé que produeixen grans efectes i satisfan plenament l'oïda. Posseeix una residència d'hivern a Florència, i la va fer construir a Montefiascone, el seu lloc de naixement, per retirar-s'hi durant l'estiu i acollir la seva mare, els seus germans i germanes; la casa està construïda en una posició encantadora: d'una banda gaudeix d'una bonica vista del camp fins a Acquapendente i gran part del llac de Bolsena, de l'altra té vistes als turons de Viterbo i el camp dels voltants. […] Diu que ha abandonat completament el teatre i que té la intenció de no tornar a cantar mai més en públic. Serà una pèrdua per a Itàlia ja que és considerat el millor cantant del moment; a Roma encara es parla amb entusiasme de la seva interpretació de Dido Abbandonata de Piccinni [...]»[2]. El 1777 va ser l'any de l'Adrià de Josef Mysliveček a Síria i una repetició d'Il Cidde, tots els últims papers interpretats al Teatre Morlacchi de Perusa.[3]
Es creia que va morir al voltant de 1780, però en realitat la seva mort està registrada el 10 de gener de 1803 a la làpida de la catedral de Santa Margherita a Montefiascone, on va ser enterrat.[2][3]

## Rols creats (parcials)
- Il ruolo del titolo in Artaserse de Davide Perez (1753, Lisboa)
- Flavio in L'innocenza giustificata de Christoph Willibald Gluck (8 desembre 1754, Viena)
- Gandarte in Alessandro nell'Indie de Johann Christian Bach (20 gener 1762, Nàpols
- Il ruolo del titolo ne Il Cidde de Antonio Sacchini (2 gener 1769, Roma)
- Sammete in La Nitteti de Josef Mysliveček (29 abril, Bolonya)
- Enea in Didone abbandonata de Niccolò Piccinni (8 gener 1770, Roma)
- Il ruolo del titolo in Siroe de Carlo Franchi (13 febrer 1770, Roma)
- Farnaspe in Adriano in Siria de Josef Mysliveček (8 setembre 1776, Florència